# Estanislao Basora
Estanislao Basora Brunet (né à Barcelone le 18 novembre 1926, mort à Las Palmas de Gran Canaria le 16 mars 2012) est un footballeur espagnol.

## Biographie
Basora est considéré comme l'un des meilleurs attaquants espagnols de tous les temps. Il a joué au FC Barcelone de 1946 à 1958, remportant quatre Ligas (1948, 1949, 1952, 1953), quatre copa del Rey (1951, 1952, 1953, 1957), ainsi qu'une coupe des villes de foire (future Coupe UEFA), en 1958.
Il a été sélectionné 22 fois en Équipe d'Espagne et marqué 13 buts, dont cinq lors du Mondial 1950, que l'Espagne a terminé à la 4e place (le meilleur résultat de son histoire en coupe du monde avant leur consécration en coupe du monde 2010).